# لویی ژان بولز
لویی ژان بولز (انگلیسی: Louis Bols؛ ۲۳ نوامبر ۱۸۶۷ – ۱۳ سپتامبر ۱۹۳۰) فرد نظامی اهل بریتانیا بود. وی همچنین برندهٔ جوایزی همچون لژیون دونور و نشان ردیمر شده‌است.